# Scorbé-Clairvaux

Scorbé-Clairvaux este o comună în departamentul Vienne, Franța. În 2009 avea o populație de 2,357 de locuitori.